# 内田龍
内田龍（うちだ りゅう、1981年 - ）は、日本の俳優。埼玉県出身。現在は株式会社エコーズに所属。

## 出演

### TV
- TBS「きみが心に棲みついた」第6話
- テレビ東京「嫌われ監察官　音無一六SP」
- CS ｢フタリノハナビラ｣

### 映画
- 「1980」（監督　ケラリーノ・サンドロヴィッチ）
- 「紀子の食卓」（監督　園子温）
- 「チョコチップ漂流記」（監督　大嶋拓）
- 「ナイト･フレエム」（監督　大嶋拓）
- 「多摩川シンメトリー」（監督　武藤暁）
- 「ピッグダディ」（監督　泉光典）[2]

### CM
- 日清チキンラーメンTV-CF
- パーソル　WEB-movie
- ソニー損保　TV-CF　ドライバーズ・ボイス篇
- 江崎グリコ ポスカム公式サイト内映像「しみこむ実験室」

### MV
- 東京五輪音頭-2020-

### 舞台
- 「やみらみっちゃ」（作･演出　黒川麻衣）
- 「タイタス・アンドロニカス」（作･演出　黒川麻衣）
- 「水無月の云々」（作･演出　中津留章仁）
- 「金魚の行方」（作・演出　佐藤治彦）
- 「ヴェニスの商人？ 火炎太鼓の真実」（作･演出　立川志らく）
- 「俳優のしあわせ」（作・演出　佐藤治彦）
- 「けられる女｣（作･演出　上本志保）
- 「The Banglassie Show」（作･演出　河原啓太）
- 「幸せそうな人」（作･演出　河原啓太）
- 「ドラクエ」（作･演出　ヒフミ宵）
- 「いえらい」（作･演出　仲井陽）
- 「万才」（作･演出　仲井陽）
- 「SKYLINE/UNDERGROUND」（作･演出　仲井陽）